# 佛頭港聚福宮
22°59′53″N 120°11′53″E / 22.99804°N 120.19796°E
佛頭港聚福宮位於臺灣臺南市中西區，是主祀玄天上帝的廟宇，也是佛頭港前埔蔡宗族的信仰中心。
該廟位在一般店屋之間，外觀亦與傳統廟宇有別。又廟中有光緒九年（1883年）的「赫聲濯靈」古匾，應為建廟當時所立。

## 沿革
聚福宮的玄天上帝，據說是前埔蔡宗族的祖先在道光年間迎奉到家中祭祀，後來到了光緒八年（1882年）才在當地信眾蔡聯新、蔡慶雲等人倡議下籌建公廟。他們買下了民房，將之改建成廟，即為聚福宮。
日治時期的大正十四年（1925年），因為市街改正的關係，當時的董事蔡添丁、蔡池遂提出改建計畫，聚福宮因而從原本坐北朝南變成今日面朝北方的樣子。二次大戰後，聚福宮在民國42年（1953年）在董事蔡壁銈、蔡添丁、蔡池倡議下重修一次。

## 建築
聚福宮建築包含日治時期西式水泥洗石子騎樓，其立面有聚福宮字樣、一對圓柱有棕梠葉型柱頭；以及一進廟身與之相連，木構與水泥仿木結構混合，開三門，中門作凹壽門，正面兩側狹長身堵有硬團「國泰民安」、「風調雨順」。屋頂覆蓋鐵皮，室內設北方式天花。

## 其他
臺灣府城有俗諺「蔡拼蔡，神主牌摃摃破」，反應了過去佛頭港前埔蔡與大崙蔡（以崇福宮為信仰中心）兩族互爭地盤的歷史。據說兩族互相械鬥，鬧到把對方的神主牌打壞後才發現兩家是同姓。而雙方在嘉慶廿一年（1816年）的確因為競爭挑運貨物的生意發生衝突，進而擴大成械鬥，波及整個佛頭港街店家。最後此事驚動官府介入，臺灣縣知縣溫溶並在佛頭港立「嚴禁佛頭港貨物分界獨挑碑記」（現存於南門公園碑林），禁止雙方再劃分地盤，改由貨主自行決定要請哪一方來搬貨。